# Le Défi (film, 2023)
Pour les articles homonymes, voir Le Défi.
Pour plus de détails, voir Fiche technique et Distribution.
Le Défi (en russe : Вызов ; Vyzov) est un film du réalisateur russe Klim Chipenko. Il s’agit du premier long-métrage entièrement filmé dans l’espace mais contrairement à ce qui a été évoqué dans la presse, ce n'est pas le premier film tourné dans l'espace : il y a auparavant déjà eu d'autres tournages dans l’espace, comme par exemple le court-métrage Apogee of Fear (en) de Richard Garriott, touriste spatial et fils d'astronaute américain, et entièrement tourné dans l'ISS en 2008, ou le long métrage Vozvrachtchenie s orbity (Возвращение с орбиты) d'Aleksandr Sourine (ru) tourné partiellement dans la station Saliout 7 à l'époque soviétique en 1984.
Le tournage de ce film a débuté le 5 octobre 2021, et il est sorti en salles en avril 2023.

## Synopsis

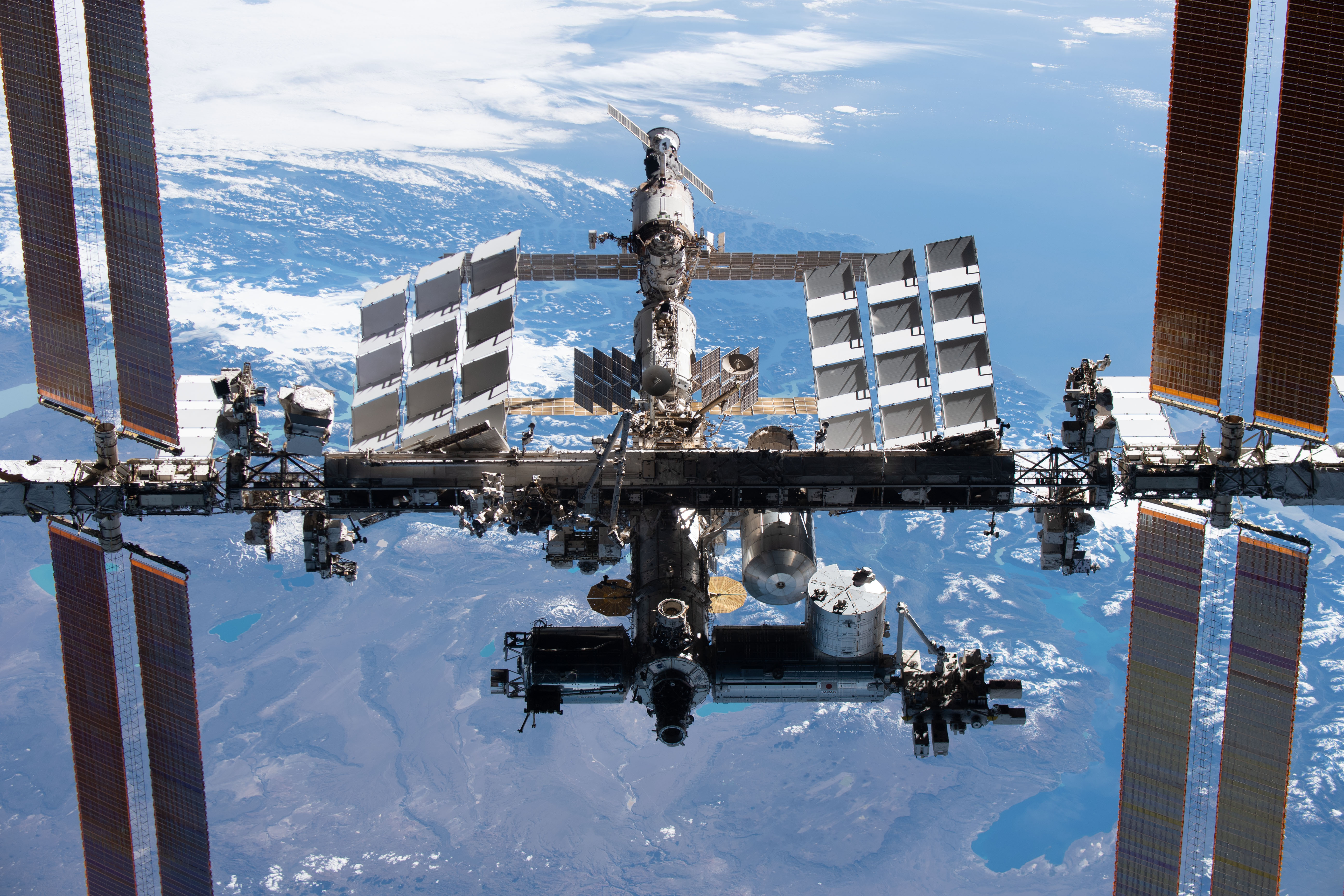
La Station spatiale internationale où s'est déroulé une partie du tournage du film Le Défi.

Le cosmonaute Ivanov perd conscience alors que le vaisseau spatial est en vol. Les médecins décident qu'il est nécessaire d'effectuer une opération chirurgicale cardiaque directement et en état d'apesanteur. Jenia, chirurgienne cardiaque qui n'a pas eu le temps de s'occuper de sa fille, se prépare pour le vol vers la station spatiale.

## Fiche technique
- Titre : Le Défi
- Réalisation : Klim Chipenko

## Distribution
- Ioulia Peressild : Jenya Belyaeva
- Miloš Biković (en) : docteur Vlad
- Vladimir Machkov : Konstantin Volin, directeur au centre de commande
- Alexandre Balouïev : général de Roscosmos
- Igor Gordin (en) : Dmitri
- Alexei Grishin (uk) : Gennady Simonov
- Andrei Chtchepochkin : Valentin Verchinine chirurgien chef
- Elena Valiouchkina (en) : Galina
- Varvara Volodine : Macha, fille d'Evgenia (à seize ans)
- Marta Evstigneeva : Macha, fille d'Evgenia (à 5 ans)
- Mikhail Troynik : Sergueï, le mari de Zhenya Belyaeva
- Alexander Samoylenko (ru) : Semienov procureur
- Oleg Novitski : Oleg Bogdanov, cosmonaute
- Anton Chkaplerov : son rôle cosmonaute

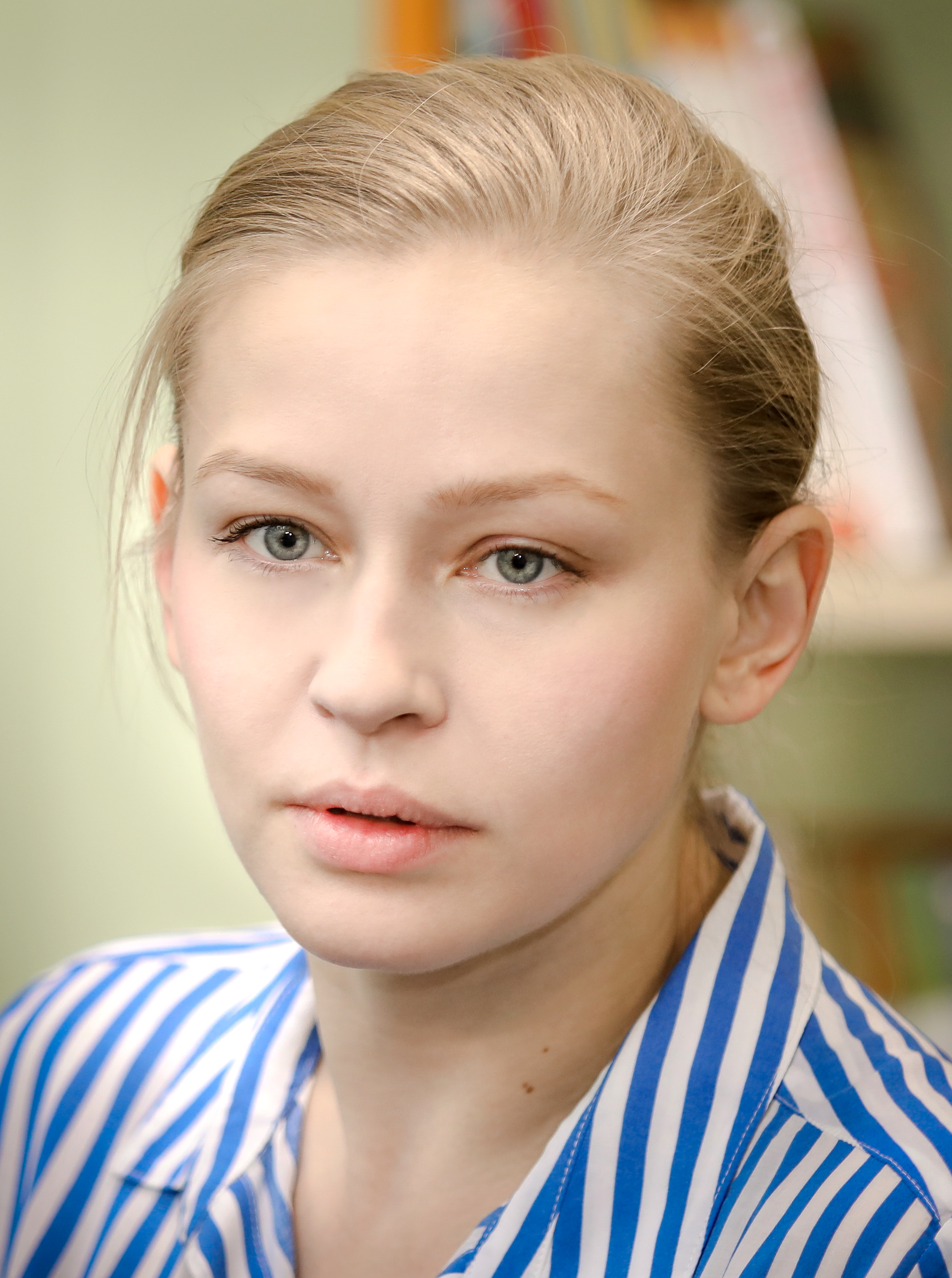
Ioulia Peressild, actrice principale du film Le Défi.

## Production

### Genèse du film
Le réalisateur, Klim Chipenko et l'actrice principale, Ioulia Peressild, s'envolent vers la Station spatiale internationale à bord de la mission Soyouz MS-19 et doivent redescendre sur Terre après quelques jours à bord de Soyouz MS-18.
Il y a eu 3 000 candidatures pour le rôle principal, mais le nombre a été réduit à 20-30 candidats, après quoi le choix s'est porté sur l'actrice Ioulia Peressild.
Pour se préparer au tournage, Klim Chipenko s'est entraîné intensivement, perdant 15 kilos par rapport à son poids initial. Durant le vol, il devra faire office de caméraman, de maquilleur, et de concepteur de production. Le commandant de bord du vaisseau spatial Soyouz MS-19 sera Anton Chkaplerov, et Chipenko et Peressild auront le statut de touristes spatiaux. L'équipage de réserve pour le film sera composé du cosmonaute Oleg Artemiev, de l'opérateur Alexeï Doudine et de l'actrice Aliona Mordovina.
Le développement du projet est réalisé dans le cadre de l'émission Vetcherni Ourgant (en) dont les membres se sont installés au cosmodrome une semaine avant le début du lancement. Depuis le 12 septembre 2021, le Pervi Kanal diffuse le projet de télé-réalité Le Défi. Premiers dans l'espace sur les particularités de la sélection des candidats et la formation des participants au projet.
Selon le producteur de médias russe Konstantin Ernst, la motivation des réalisateurs est de confirmer le leadership de la Russie dans le domaine spatial et de restaurer le prestige des cosmonautes aux yeux des jeunes générations. En outre, l'expérience absolument unique de formation accélérée de cosmonautes non professionnels pendant la préparation du vol sera certainement demandée dans un avenir sans doute relativement proche lorsqu'il faudra envoyer dans l'espace des scientifiques, des médecins et d'autres spécialistes dont la présence sera rendue nécessaire de manière inattendue.
Ce projet, qui fait suite à l'annonce du projet équivalent de Tom Cruise et Doug Liman, constitue aussi une réponse et permet de les devancer. En effet, selon Dmitri Rogozine, directeur général de Roscosmos, les deux Américains l'avaient approché pour obtenir un accord permettant de se rendre dans l'ISS pour y tourner un film mais des « forces politiques » s'y sont opposées et ils ont finalement obtenu un accord équivalent avec la NASA. Cet épisode a cependant motivé Rogozine à mettre en place un projet équivalent pour les devancer, avec un objectif de propagande assumé.
À la suite de ses critiques sur l'idée de tourner un film dans l'espace au détriment du programme de vols spatiaux, le dernier cosmonaute à la tête de Roscosmos, Sergueï Krikaliov, a été limogé en 2021. Cependant, plus tard, la direction de Roscosmos a révisé le licenciement de Krikaliov, peut-être à la suite d'une décision « d'en haut ».

### Tournage
Le tournage lui-même a débuté le 5 octobre 2021 à 11 h 55 (heure de Moscou), au moment du lancement depuis le cosmodrome de Baïkonour du vaisseau Soyouz MS-19 avec le réalisateur et l'actrice à son bord. Les séquences filmées dans l'espace devraient représenter environ 35 minutes de la durée finale du film.

#### Retour de la station spatiale
Le 17 octobre 2021 à 07:35 GMT le module de transport du vaisseau spatial Youri Gagarine Soyouz MS-18, détaché trois heures plus tôt de la Station spatiale internationale, a atterri sur le territoire du Kazakhstan avec à son bord le cosmonaute Oleg Novitski ainsi que Klim Chipenko et l'actrice Ioulia Peressild. Toutes les opérations se sont passées normalement. La récupération physique nécessaire du réalisateur et de l'actrice est d'environ une semaine. L'équipe de tournage a passé 12 jours dans la station internationale. Au total, environ 35 à 40 minutes de temps d'écran ont été filmées en orbite.

## Réception
De nombreux critiques ont noté l'excellent travail de caméraman, la mise en scène de scènes dans l'espace et le côté visuel général du « Déf i», mais certains étaient sceptiques quant au placement de produits et à l'idéologie du film. Certains ont qualifié le tournage dans l'espace lui-même de réussite, d'autres ont critiqué l'idée elle-même comme une opération de relations publiques coûteuse. Le jeu d'acteur de Julia Peresild a été positivement apprécié par la plupart des critiques, même dans les critiques négatives. Le scénario a reçu des critiques contradictoires.
Le film a été évalué positivement par les publications Independent Gazette, Kinoreporter, Lenta.ru, Kinomania.
Des critiques plus sceptiques ont été publiées par Film.ru, Autour de la télévision, Kommersant, Fontanka, Kanobu et Vos nouvelles.
Une critique fortement négative a été publiée par l'Affiche.

## Box office
Cinq semaines après sa sortie sur les grands écrans en avril 2023, Le Défi est devenu le film le plus rentable parmi les films russes sortis en salle hors période de Nouvel An.
Au 30 mai, les recettes du film s'élèvent à plus de 1,67 milliard de roubles, avec 5,1 million de billets vendus en cinq semaines.